# Álex Huguet
Alexandre Huguet Carrasco (Pórtol, Baleares, 8 de julio de 2006) es un jugador de baloncesto profesional español que mide 2,00 metros y juega de alero. Actualmente pertenece a la plantilla del Fibwi Palma de la Primera FEB. Es hermano del también baloncestista Sergi Huguet.

## Trayectoria
Formado en el CB Sant Josep y en el  Centro de Tecnificación Deportiva de las Islas Baleares, es un alero habitual en la selección balear y en las Selecciones Españolas de Formación.
En la temporada 2022-23, forma parte de la plantilla del CB Agora Portals de Tercera FEB.
En la temporada 2023-24, firma por el CB Bahía San Agustín de Segunda FEB, gracias al acuerdo de colaboración entre el Centre de Tecnificación y el club de Palma de Mallorca.
El 8 de junio de 2024, tras participar en diez encuentros en la LEB Plata la temporada anterior, renueva su contrato y alternaría la primera plantilla del Fibwi Palma de la Segunda FEB, con participaciones en el Club Baloncesto Andratx de Tercera FEB.
El 31 de mayo de 2025, lograría con el Fibwi Palma el ascenso a Primera FEB.

## Internacional
Ha formado parte de la selección española de baloncesto en categorías de formación y en 2024 disputó con la selección sub-18 en mundial en la modalidad de 3x3 en la que obtuvo la medalla de plata.